# Neue Bau
Le Neue Bau est un monument historique du XVIe siècle, situé à Strasbourg. Il s'agissait à l'origine d'une extension de l'Hôtel de Ville. Il abrite aujourd'hui la Chambre de commerce et d'industrie de Strasbourg et celle régionale d’Alsace.

## Localisation
Ce bâtiment est situé à Strasbourg, au numéro 10 de la place Gutenberg, dont il occupe le côté ouest. La façade donnant sur la place se prolonge rue des Tonneliers, puis fait un retour au sud, rue de l'Arbre-Vert. Au nord, le bâtiment longe la rue des Serruriers ; celle-ci débouchait à l’époque de la construction du Neue Bau directement devant la Pfalz, qui, avant d’être détruite en 1781, occupait la moitié nord de la place Gutenberg.

## Historique
Dès le début du XVIe siècle, les magistrats de Strasbourg sont confrontés au problème de l’exiguïté de la Pfalz, l’hôtel de ville, d’alors. Une première tentative d’agrandissement a lieu dans les années 1520, lorsque la ville tente de récupérer l’église Saint-Martin pour y installer une annexe de l’hôtel de ville, mais le projet est abandonné en 1529 et l’église rasée, créant un vaste espace dégagé en face de la Pfalz, la place Saint-Martin (aujourd’hui place Gutenberg).
La question est reposée dans les années 1570, lorsque les magistrats s’interrogent sur la vétusté des maisons donnant sur la place, qui, selon eux, constituent un grand danger. Une commission est alors crée en juillet 1579 afin de trouver un moyen d’améliorer la sécurité et l’aspect des alentours de l’hôtel de ville. Trois projets sont présentés en 1580 et celui de l’architecte Hans Schoch est retenu, malgré une forte opposition d’un parti conservateur au sein des Conseils de Strasbourg, qui considère le bâtiment projeté comme bien trop ostentatoire, dispendieux et surtout « papiste », c’est-à-dire empruntant trop aux formes de la Renaissance italienne en usage à Rome, caractéristique insupportable pour les protestants les plus orthodoxes. 
La pose de la première pierre le 3 avril 1582 et le début des travaux n’arrêtent pas les critiques des contestataires, venant à bout de la patience de Hans Schoch, qui quitte Strasbourg en juillet 1583. Une fois Schoch parti, les attaques se font plus intenses contre l’édifice, dont la vocation à servir d’hôtel de ville est remise en cause en janvier 1584, les conservateurs proposant de plutôt le louer à des marchands. En juin, ils vont plus loin en proposant même de faire l’économie du second étage, idée finalement rejetée du fait de l’aspect inélégant que cela donnerait au bâtiment en juillet 1583. Le gros œuvre est toutefois achevé en mars 1585. Commence alors l’aménagement intérieur et les finitions, dont l’orientation confirme le choix de faire du bâtiment une partie de l’hôtel de ville : lambris de Veit Eck, vitraux et autres ornements permettent de montrer la richesse et la puissance de la ville de Strasbourg, et les thèmes iconographiques sont liés à la gouvernance, comme les fresques de la façade de Wendel Dietterlin, commencées en 1588 et illustrant l’allégorie du Bon Gouvernement. Hans Schoch étant revenu à Strasbourg en 1585 et devenu architecte de la ville, il est probable que ce soit lui qui ait supervisé la réalisation de ces aménagements, d’autant plus qu’on lui confie la garde de la Kunstkammer, un cabinet de curiosité aménagé dans l’édifice.
À la suite de la destruction de la Pfalz en 1781, le Neue Bau devient le nouvel hôtel de ville, mais il est saccagé par les révolutionnaires et vendu en 1795 à des particuliers.
En 1808, le Neue Bau est acquis par la Chambre de commerce et d'industrie de Strasbourg qui y installe son siège. Outre les réparations qui étaient nécessaires d’effectuer après vingt ans troublés, la Chambre de commerce fait également réaliser des travaux de plus grande ampleur de réaménagement intérieur, en ajoutant deux grands escaliers en remplacement de celui à vis se trouvant dans la cour, qui est alors détruit. Soixante ans plus tard, en 1868, une grande campagne de travaux mène à l’agrandissement de l’édifice, qui est augmenté de quatre travées le long de la rue des Tonneliers et d’une aile donnant sur la rue de l’Arbre vert. Une grande restauration a par ailleurs lieu en 1912.
L'édifice fait l'objet d'une inscription au titre des monuments historiques depuis 1995.
L'édifice fait l'objet d'un classement au titre des monuments historiques depuis 1998